# Ram di Dam
Ram di Dam é uma banda da Suécia, destacou-se pela música Flashbacks que foi um grande hit nas rádios suecas e incluída no jogo FIFA 11.

A banda acabou algum momento por volta de 2011, embora alguns membros do grupo formaram um novo grupo chamado Terra.